# Merafong City
Merafong City – gmina w Republice Południowej Afryki, w prowincji Gauteng, w dystrykcie West Rand. Siedzibą administracyjną gminy jest Carletonville.